# Ryan Mikesell
Ryan Mikesell (St. Henry (Ohio), 29 de diciembre de 1996) es un jugador de baloncesto estadounidense que actualmente juega en el  USC Heidelberg de la Basketball Bundesliga. Con 2,01 metros de estatura, juega en la posición de alero.

## Trayectoria deportiva
Es un jugador formado en la St. Henry High School de su ciudad natal, antes de ingresar en 2015 en la  Universidad de Dayton, situada en Dayton, Ohio, donde jugaría durante cinco temporadas la NCAA con los Dayton Flyers desde 2015 a 2020.
Tras no ser drafteado en 2020, firma por el Tigers Tübingen de la ProA, la segunda categoría del baloncesto alemán, donde juega durante dos temporadas.
El 5 de junio de 2022, firma por el ESSM Le Portel de la LNB Pro A.
El 26 de noviembre de 2023, firma por el Ironi Kiryat Ata B.C. de la liga israelí.
En febrero de 2024, firma por el Élan Sportif Chalonnais de la LNB Pro A francesa, donde promedió 11,1 puntos en 22 partidos. 
El 24 de julio de 2024, firma por el USC Heidelberg de la Basketball Bundesliga.